# Caso de corrupción en la FIFA
El caso de corrupción en la FIFA (o FIFA Gate) fue uno de los mayores escándalos de corrupción en la historia del fútbol, revelado en 2015 tras una investigación del Departamento de Justicia de los Estados Unidos. El caso expuso una extensa red de sobornos, fraude y lavado de dinero que involucró a altos funcionarios de la Federación Internacional de Fútbol Asociación (FIFA), confederaciones continentales y empresas vinculadas al deporte.  Las investigaciones detallaron cómo se utilizaban sobornos para otorgar derechos de transmisión, comercialización y organización de torneos internacionales, además de influir en la elección de sedes para competiciones. Este escándalo resultó en numerosas detenciones, procesos judiciales y la renuncia de importantes dirigentes.
La investigación penal que lleva a cabo la Fiscalía de Nueva York versa sobre la atribución de derechos mediáticos y de derechos de mercadotecnia y de patrocinio para Estados Unidos y América del Sur, de competiciones organizadas por la FIFA (incluyéndose Concacaf y Conmebol).
Catorce personas, entre ellas nueve asociadas con el órgano rector del fútbol mundial, fueron acusadas en mayo de 2015, en conexión con una investigación por parte del Buró Federal de Investigaciones (FBI) y de IRS Investigación Criminal (IRS-CI) de fraude, crimen organizado y lavado de dinero que ha durado varios años. Siete funcionarios de la FIFA fueron arrestados en el Hotel Baur au Lac en Zúrich el 27 de mayo; se preparaban para asistir al 65.º Congreso de la FIFA, dentro de cuyo programa figuraba la elección del presidente de la FIFA entre dos candidatos, el expresidente Joseph Blatter y el aspirante príncipe Ali bin Hussein. Se espera que sean extraditados a Estados Unidos bajo sospecha de haber recibido 150 millones de dólares en sobornos.

## Desarrollo

### Investigaciones previas
El FBI había empezado las investigaciones en 2011, investigando presuntas causas de 1991 a la fecha.
La primera investigación fue iniciada por una fiscalía de Nueva York, por el supuesto pago de sobornos por más de cien millones de dólares a dirigentes de la FIFA a cambio de que ciertas firmas recibieron los derechos de transmisión, publicidad y auspicio de torneos futbolísticos en EE. UU., América Latina y el Caribe, aunque se presume que hay actos de corrupción desde hace más de 24 años.
La segunda investigación judicial es dirigida por el Ministerio Público de Suiza, la cual inició en noviembre de 2015 a petición de la propia FIFA por sospechas de gestión desleal en la compra de votos y lavado de dinero en relación con la elección de las sedes de las Copas del Mundo de 2018 en Rusia y 2022 en Catar y a pesar del conflicto no habrá reedición en las votaciones.

### Acusaciones
El centro de detenciones sobre la supuesta utilización de cohecho, fraude y lavado de dinero, para corromper a la apertura de los medios de comunicación y los derechos de comercialización de los juegos de la FIFA en América, que se estima en $ 150 millones, incluye por lo menos $ 110 millones, en sobornos relacionados con la Copa América Centenario, que se celebró en Estados Unidos en 2016. Además, la acusación alega que el soborno, se utilizó en un intento de influir, en los contratos de patrocinio de ropa, el proceso de selección para la Copa Mundial de la FIFA 2010 de acogida y la elección presidencial de la FIFA en 2011.
Chuck Blazer, exfuncionario de fútbol de la CONCACAF, ha proporcionado ayuda a la investigación, después de su declaración de culpabilidad en secreto, en un caso de 2013 en la corte.
También se investigan los antecedentes de soborno, pagado a los dirigentes de la Confederación Sudamericana de Fútbol (Conmebol), para asegurar los derechos de televisación, de las próximas cuatro versiones de la Copa América, incluyendo la realizada en Chile durante 2015. La empresa Datisa (de la que participaban en partes iguales las empresas Torneos, cuyo CEO era Alejandro Burzaco, Traffic, de José Hawilla, y Full Play, de Hugo y Mariano Jinkis), habría realizado pagos por un total de 100 millones de dólares en 2013, entregando 3 millones al presidente de la Conmebol y a los presidentes de las asociaciones de Brasil y de Argentina; 1,5 millones a cada uno, de los otros siete presidentes de las federaciones de la confederación, y 500 mil dólares, para otros once oficiales de la Conmebol. Eugenio Figueredo, expresidente de la Conmebol, reconoció que tanto él como otros directivos de la organización, recibieron dinero de empresas televisivas para favorecerlas comercialmente, también admitió que los presidentes de cada federación, percibían sueldos mensuales que no figuraban, en los balances oficiales.
En noviembre de 2015, Sergio Jadue tras renunciar a la presidencia de la ANFP (Federación de Chile), viajó y se instaló a vivir en Miami, Estados Unidos, por un acuerdo con el FBI, para colaborar con las investigaciones de corrupción. Jadue se declaró culpable de los cargos, por lo cual, obtendría una rebaja en la condena. También pagó una fianza de US$1 millón de dólares, la que le da derecho a circular libre, pero con restricciones, mientras dure la investigación y el juicio.

#### Renuncia de Blatter
Debido a los escándalos, en los que se ha visto involucrada la FIFA, durante los últimos años, el suizo Joseph Blatter renunció y dejó su puesto a disposición, con el argumento de que se necesitan, emprender nuevas reformas. Sus palabras fueron: 

«Si bien tengo el mandato de los miembros de la FIFA, no siento que tenga el mandato de todo el mundo del fútbol, los fans, los jugadores, los clubes, la gente que vive, respira y ama el fútbol, como todos lo hacemos en la FIFA».

Algunas de las asociaciones de la FIFA, como la CAF y la AFC le mantuvieron el apoyo, mientras que algunas empresas patrocinadoras como Coca-Cola, Budweiser o Visa tuvieron una postura a favor de la renuncia por parte de Blatter.

## Involucrados

### Individuos arrestados
| Nombre                         | Sentencia            | Ocupación | Nacionalidad           |
| Jeffrey Webb                   | Libertad bajo fianza | Vicepresidente interino de la FIFA y miembro del Comité Ejecutivo, presidente de la CONCACAF, miembro del Comité Ejecutivo de la Unión Caribeña de Fútbol y presidente de la Asociación del Fútbol de las Islas Caimán. | Islas Caimán           |
| Eduardo Li                     | Arrestado            | Miembro del Comité Ejecutivo de la FIFA, miembro del Comité Ejecutivo de la CONCACAF y presidente de la Federación Costarricense de Fútbol. | Costa Rica             |
| Julio Rocha López              | Arrestado            | Oficial de Desarrollo de la FIFA, expresidente de la Unión Centroamericana de Fútbol y presidente de la Federación Nicaragüense de Fútbol. | Nicaragua              |
| Costas Takkas                  | Arrestado            | Asesor del presidente de la CONCACAF y exsecretario general de la Federación de Fútbol de las Islas Caimán. | Islas Caimán           |
| Jack Warner                    | Libertad bajo fianza | Exvicepresidente y miembro del Comité Ejecutivo de la FIFA, presidente de la CONCACAF, presidente de la Unión del Fútbol Caribeño y asesor especial de la Federación del Fútbol de Trinidad y Tobago. | Trinidad y Tobago      |
| Eugenio Figueredo              | Arrestado            | Vicepresidente y miembro del Comité Ejecutivo de la FIFA, expresidente de la Conmebol y la Asociación Uruguaya de Fútbol. | Uruguay Estados Unidos |
| Rafael Esquivel                | Libertad condicional | Miembro del Comité Ejecutivo de la Conmebol y presidente de la Federación Venezolana de Fútbol. | Venezuela              |
| Nicolás Leoz                   | Arrestado            | Exmiembro del Comité Ejecutivo de la FIFA y expresidente de la Conmebol. | Paraguay               |
| Alfredo Hawit                  | Arrestado            | Presidente de la Federación Nacional Autónoma de Fútbol de Honduras, Vicepresidente de la FIFA y Presidente Interino de la Concacaf tras la destitución de Jeffrey Webb luego de su arresto. Arrestado el 3 de diciembre de 2015 en Suiza[15] | Honduras               |
| Juan Ángel Napout              | Libertad condicional | Presidente de la Conmebol y vicepresidente 1.º de la FIFA. Arrestado el 3 de diciembre de 2015 en Suiza[15] | Paraguay               |
| Brayan Jiménez                 | Arrestado            | Presidente de la Federación Nacional de Fútbol de Guatemala. Arrestado el 12 de enero de 2016 en Guatemala.[16] | Guatemala              |
| Héctor Trujillo                | Libertad condicional | Secretario del Comité Ejecutivo de la Federación Nacional de Fútbol de Guatemala. Fue capturado el 4 de diciembre de 2015 cuando el crucero en que viajaba atracó en un puerto estadounidense; el 7 de enero de 2016 quedó en libertad condicional cuando pagó una fianza de cuatro millones de dólares.[17] | Guatemala              |
| Alejandro Burzaco              | Entregado            | Es accionista y CEO de Torneos y Competencias S.A., la mayor productora y comercializadora de eventos deportivos de América Latina. Todos los contenidos de las señales de Fox Sports, el paquete de canales deportivos de DirecTV (incluido DirecTV Sports y The Golf Channel) y la mitad del canal TyC Sports (la otra mitad está en manos del Grupo Clarín y el Grupo Telefónica) son producidos en la empresa de Burzaco.[18] | Argentina              |
| José Margulies                 | Libertad condicional | Dueño de Valente Corp. y Somerton Ltd. | Brasil                 |
| Aaron Davidson                 | Libertad bajo fianza | Presidente de Traffic Sports USA Inc. | Estados Unidos         |
| Chuck Blazer                   | Declarado culpable   | Exsecretario general de la CONCACAF y exmiembro del comité ejecutivo de la FIFA. | Estados Unidos         |
| José Hawilla                   | Declarado culpable   | Abogado, periodista y empresario brasileño, dueño y fundador de Traffic Group una empresa multinacional que organiza eventos de deporte, incluyendo fútbol. Antes fue un periodista de deporte y luego fundó el grupo en 1980. El 12 de diciembre de 2014 admitió su culpabilidad de cargos de asociación delictiva, fraude y lavando dinero como parte de lo que ya es parte del caso de corrupción de la FIFA de 2015[19] donde su exjefe José María Marin fue detenido después de que Hawilla informara al Departamento de Justicia de Estados Unidos que Marin había recibido sobornos.[20] Hawilla acordó pagar $151 millones de su patrimonio, de los cuales ya fueron devueltos $25 millones en diciembre de 2014.[21] | Brasil                 |
| Daryll Warner                  | Declarado culpable   | Hijo de Jack Warner y exoficial de Desarrollo de la FIFA. | Trinidad y Tobago      |
| Daryan Warner                  | Declarado culpable   | Hijo de Jack Warner y hermano implicado de Daryll Warner. | Trinidad y Tobago      |
| Hugo Jinkis                    | Arresto domiciliario | Directivo de la empresa de marketing deportivo Full Play Group SA. | Argentina              |
| Luis Chiriboga Acosta          | Declarado culpable   | Presidente de la Federación Ecuatoriana de Fútbol. | Ecuador                |
| Mariano Jinkis                 | Entregado            | Hijo de Hugo, directivo también de la empresa de marketing deportivo Full Play Group S.A. | Argentina              |
| José María Marin               | Arrestado            | Miembro del Comité de Organización para los torneos de fútbol olímpicos de la FIFA y expresidente de la Confederación Brasileña de Fútbol. | Brasil                 |
| Carlos Alberto Chávez Landívar | Arrestado            | Presidente de la Federación Boliviana de Fútbol y extesorero de la Conmebol. | Bolivia                |
| Luis Bedoya Giraldo            | Entregado            | Expresidente de la Federación Colombiana de Fútbol y exmiembro del comité ejecutivo de la FIFA. | Colombia               |
| Ramón Jesurún                  | Involucrado          | Presidente de la Federación Colombiana de Fútbol y miembro del comité ejecutivo de la FIFA | Colombia               |
| Sergio Jadue                   | Entregado            | Expresidente de la ANFP y exvicepresidente de la Conmebol. | Chile                  |

### Individuos bajo pedido de captura Internacional expedidos el 3 de diciembre de 2015
Aparte de los arrestados Alfredo Hawit y Juan Ángel Napout, la justicia estadounidense publicó una lista de 16 implicados bajo orden de captura internacional que ocupan u ocuparon cargos de relevancia en diversas federaciones de Latinoamérica y en la Conmebol.
| Nombre              | Sentencia | Ocupación | Nacionalidad |
| José Luis Meiszner  | Orden de captura internacional | Expresidente del Quilmes Atlético Club y ex Secretario General de la Conmebol.[24] | Argentina    |
| Eduardo Deluca      | Orden de captura internacional | Exrepresentante de la AFA en la Conmebol.[25] | Argentina    |
| Ariel Alvarado      | Orden de captura internacional | Expresidente de la Federación Panameña de Fútbol y parte del Comité Ejecutivo de la Concacaf. | Panamá       |
| Rafael Callejas     | En Estados Unidos aguardando juicio (falleció esperando juicio) | Expresidente de la Federación Nacional Autónoma de Fútbol de Honduras, expresidente de Honduras durante el Periodo 1990 a 1994, candidato del Partido Nacional de Honduras para las nuevas elecciones presidenciales "MONARCA" en este país. Después de haber finalizado su periodo presidencial en Honduras fue acusado de múltiples actos de corrupción, consiguiendo cartas de libertad otorgadas por la Corte Suprema de Justicia, mientras tanto la justicia estadounidense decide quitarle la visa y le niega de esta manera cualquier intento de ingreso a este país. Se trasladó voluntariamente en fecha 14 de diciembre de 2015 a Miami con el objetivo de pagar fianza. En Miami a su arribo fue formalmente esposado y aguarda que inicie formalmente el proceso de Juicio. | Honduras     |
| Marco Polo del Nero | Orden de captura internacional | Presidente de la Confederación Brasileña de Fútbol que ocupó dicho cargo desde el arresto de José María Marín. Ocupó un puesto en el Comité Ejecutivo de la FIFA. | Brasil       |
| Ricardo Teixeira    | Orden de captura internacional | Expresidente de la Confederación Brasileña de Fútbol entre 1989 y 2012. | Brasil       |
| Romer Osuna         | Orden de captura internacional | Presidente de la Federación Boliviana de Fútbol que ocupó dicho cargo hasta 2013. Su reemplazante, Carlos Alberto Chávez Landivar, fue uno de los arrestados en mayo por la corrupción. | Bolivia      |
| Ramón Jesurún       | Corrupción de los precios de la boletería del partido Colombia vs. Brasil eliminatorias al mundial de Rusia 2018, apuestas ilegales, partidos y arbitrajes arreglados, amañados en la DIMAYOR | Presidente de la Federación Colombiana de Fútbol | Colombia     |
| Reynaldo Vásquez    | Orden de captura internacional | Expresidente de la comisión normalizadora de la Federación Salvadoreña de Fútbol entre 2009 y 2010. | El Salvador  |
| Manuel Burga        | Capturado | Expresidente de la Federación Peruana de Fútbol, también investigado por la justicia de su país por lavado de activos. | Perú         |
| Rafael Salguero     | Orden de captura internacional | Exvicepresidente de la Comisión de Asuntos Legales de la FIFA y estuvo tres períodos como representante de Concacaf ante el Comité Ejecutivo de la FIFA. | Guatemala    |

### Individuos suspendidos por laFIFApor casos de corrupción relacionados
| Nombre              | Ocupación | Nacionalidad      |
| ------------------- | --- | ----------------- |
| Joseph Blatter      | Presidente de la FIFA desde 1998 hasta su suspensión. Provisionalmente se le suspendió por 90 días, pero se ha pedido el alejamiento vitalicio de cualquier actividad de fútbol profesional. El 20 de diciembre la Comisión de ética decretó su suspensión en 8 años.                                | Suiza             |
| Michel Platini      | Presidente de la UEFA desde 2007 y con varios cargos en la FIFA hasta su suspensión. Provisionalmente se le suspendió por 90 días, pero se ha pedido el alejamiento vitalicio de cualquier actividad de fútbol profesional. El 20 de diciembre la Comisión de ética decretó su suspensión en 8 años. | Francia           |
| Chuck Blazer        | Suspendido de por vida de cualquier actividad relacionada con el fútbol profesional el 9 de julio de 2015. | Estados Unidos    |
| Jérôme Valcke       | Secretario General de la FIFA entre 2007 y su suspensión. Suspendido por 9 años de cualquier actividad relacionada con el fútbol profesional el 17 de septiembre de 2015. | Francia           |
| Jack Warner         | Suspendido de por vida de cualquier actividad relacionada con el fútbol profesional el 29 de septiembre de 2015. | Trinidad y Tobago |
| Chung Mong-joon     | Vicepresidente de la FIFA y presidente de la Asociación de Fútbol de Corea. Suspendido por 6 años de cualquier actividad relacionada con el fútbol profesional el 8 de octubre de 2015. | Corea del Sur     |
| Juan Ángel Napout   | Vicepresidente de la 1.º FIFA y presidente de la Conmebol. Suspendido provisionalmente por 90 días el 4 de diciembre de 2015 tras ser arrestado el día anterior. | Paraguay          |
| Alfredo Hawit       | Vicepresidente de la FIFA y presidente de la Concacaf. Suspendido provisionalmente por 90 días el 4 de diciembre de 2015 tras ser arrestado el día anterior. | Honduras          |
| Luis Bedoya Giraldo | Meses después de dejar su cargo, en la presidencia en la FCF, en noviembre de 2015. El 6 de mayo de 2016, fue suspendido de por vida, de cualquier actividad relacionada con el fútbol profesional.                                                                                                  | Colombia          |
| Sergio Jadue        | Meses después de dejar su cargo, en la presidencia en la ANFP, en noviembre de 2015. El 6 de mayo de 2016, fue suspendido de por vida, de cualquier actividad relacionada con el fútbol profesional.                                                                                                 | Chile             |

### Empresas
| Nombre                       | Nacionalidad              | Descripción                  | Estado              |
| ---------------------------- | ------------------------- | ---------------------------- | ------------------- |
| Traffic Sports International | Islas Vírgenes Británicas | Subsidiario de Traffic Group | Admite culpabilidad |
| Traffic Sports USA           | Estados Unidos            | Subsidiario de Traffic Group | Admite culpabilidad |

## Cambios en altos cargos de la FIFA y sus confederaciones
| Cargo                         | Funcionario saliente          | Funcionario entrante | Notas |
| ----------------------------- | ----------------------------- | --- | --- |
| Presidente de la FIFA         | Joseph Blatter 1998 - 2015    | Issa Hayatou Interino | Blatter renunció a la Presidencia, pero continuaría en su cargo hasta la elección del nuevo presidente el 26 de febrero de 2016. Debido a sus suspensión, Hayatou ocupó el cargo de forma interina. Gianni Infantino tomó el lugar como el nuevo presidente de la FIFA tras las elecciones de 2016. |
| Presidente de la FIFA         | Joseph Blatter 1998 - 2015    | Gianni Infantino | Blatter renunció a la Presidencia, pero continuaría en su cargo hasta la elección del nuevo presidente el 26 de febrero de 2016. Debido a sus suspensión, Hayatou ocupó el cargo de forma interina. Gianni Infantino tomó el lugar como el nuevo presidente de la FIFA tras las elecciones de 2016. |
| Presidente de la UEFA         | Michel Platini 2007 - 2015    | Ángel María Villar | Debido a su suspensión, Villar ocupa el cargo de forma interina hasta que regrese (de no confirmarse su suspensión vitalicia). |
| Presidente de la UEFA         | Michel Platini 2007 - 2015    | Aleksander Čeferin | Debido a su suspensión, Villar ocupa el cargo de forma interina hasta que regrese (de no confirmarse su suspensión vitalicia). |
| Secretario General de la FIFA | Jérôme Valcke 2007 - 2015     | Markus Kattner | |
| Presidente de la Concacaf     | Jeffrey Webb 2012 - 2015      | Alfredo Hawit | |
| Presidente de la Concacaf     | Alfredo Hawit 2015            | Comité formado por: Justino Compeán Horace Burrell Sunil Gulati Pedro Chaluja Luis Hernández Victor Montagliani Sonia Bien-Aime | El 3 de diciembre de 2015 Hawit fue arrestado, por lo cual ya no está habilitado a ocupar este cargo. La Concacaf decidió que, en lugar de un presidente interino, el organismo fuese dirigido por un comité hasta celebrar las elecciones del nuevo presidente, el 12 de mayo de 2016. Hasta entonces, dicho comité supervisará las operaciones de la Confederación y colaborarán con el Secretario General, Ted Howard.                                                                                 |
| Presidente de la Concacaf     | Alfredo Hawit 2015            | Víctor Montagliani | El 3 de diciembre de 2015 Hawit fue arrestado, por lo cual ya no está habilitado a ocupar este cargo. La Concacaf decidió que, en lugar de un presidente interino, el organismo fuese dirigido por un comité hasta celebrar las elecciones del nuevo presidente, el 12 de mayo de 2016. Hasta entonces, dicho comité supervisará las operaciones de la Confederación y colaborarán con el Secretario General, Ted Howard.                                                                                 |
| Presidente de la Conmebol     | Juan Ángel Napout 2014 - 2015 | Wilmar Valdez Interino | El 3 de diciembre de 2015 Napout es arrestado en Suiza, por lo que no está habilitado para ocupar este cargo. En su lugar, el presidente de la Asociación Uruguaya de Fútbol, Wilmar Valdez, ocuparía este cargo de forma interina hasta la realización de nuevas elecciones, las cuales tendrían lugar en enero de 2016. El 26 de enero de 2016, se llevaron a cabo elecciones en la Conmebol, resultando electo el hasta entonces presidente de la Asociación Paraguaya de Fútbol, Alejandro Domínguez. |
| Presidente de la Conmebol     | Juan Ángel Napout 2014 - 2015 | Alejandro Domínguez | El 3 de diciembre de 2015 Napout es arrestado en Suiza, por lo que no está habilitado para ocupar este cargo. En su lugar, el presidente de la Asociación Uruguaya de Fútbol, Wilmar Valdez, ocuparía este cargo de forma interina hasta la realización de nuevas elecciones, las cuales tendrían lugar en enero de 2016. El 26 de enero de 2016, se llevaron a cabo elecciones en la Conmebol, resultando electo el hasta entonces presidente de la Asociación Paraguaya de Fútbol, Alejandro Domínguez. |

## Contexto
Se había fijado el 29 de mayo para elegir a las nuevas autoridades de la FIFA, y al día siguiente comenzaba la Copa Mundial de Fútbol Sub-20 de 2015 en Nueva Zelanda. Blatter fue reelecto; sin embargo, argumentando que su gestión no tenía el suficiente respaldo, anunció al mes siguiente que pone su nuevo mandato a disposición en un Congreso extraordinario. Entre diciembre de 2015 y febrero de 2016 está marcada la realización de un congreso extraordinario de la FIFA para decidir su futuro institucional.